# نموذج الاقتصاد الكلي
نموذج الاقتصاد الكلي هو أداة تحليلية تهدف إلى وصف العملية الاقتصادية في أي بلد أو منطقة. ويتم تصميم هذه النماذج في العادة لدراسة حركة الكميات الإجمالية مثل المبلغ الإجمالي للسلع والخدمات المنتجة، وإجمالي الدخل المكتسب، ومستوى توظيف الموارد الإنتاجية، ومستوى الأسعار.
قد تكون نماذج الاقتصاد الكلي منطقية و/أو رياضية و/أو حسابية؛ تخدم الأنواع المختلفة من نماذج الاقتصاد الكلي أغراضًا مختلفة ولها مزايا وعيوب مختلفة. يمكن استخدام نماذج الاقتصاد الكلي لتفسير المبادئ النظرية الأساسية وتوضيحها؛ وقد تُستخدم لاختبار نظريات الاقتصاد الكلي المختلفة، ومقارنتها، وقياسها؛ وقد تُستخدم لإنتاج سيناريوهات «ماذا لو» (عادة للتنبؤ بآثار التغيرات في السياسات النقدية أو المالية أو غيرها من سياسات الاقتصاد الكلي)؛ ويمكن استخدامها لتوليد التوقعات الاقتصادية. بناء على ذلك، تُستخدم نماذج الاقتصاد الكلي على نطاق واسع في الأوساط الأكاديمية في التدريس والبحث، وهي تُستخدم أيضًا على نطاق واسع من قبل المنظمات الدولية، والحكومات الوطنية، والشركات الكبرى، وأيضًا من قبل الاستشاريين الاقتصاديين ومجمعات التفكير.

## الأنواع

### النماذج النظرية البسيطة
تُسمى أوصاف الكتب الدراسية البسيطة للاقتصاد الكلي التي تتضمن عددًا قليلًا من المعادلات أو الرسوم البيانية غالبًا «النماذج». من بين الأمثلة على ذلك نموذج IS-LM (نموذج هيكس هانسن) ونموذج مونديل فليمنغ للاقتصاد الكلي الكينزي، ونموذج سولو لنظرية النمو النيوكلاسيكية. تشترك هذه النماذج بالعديد من الميزات. وهي تستند إلى بعض المعادلات التي تتضمن بعض المتغيرات، والتي يمكن تفسيرها غالبًا بمخططات بسيطة. العديد من هذه النماذج ثابتة، ولكن بعضها ديناميكي يصف الاقتصاد على مدى فترات زمنية عديدة. غالبًا ما تمثل المتغيرات التي تظهر في هذه النماذج مجاميع الاقتصاد الكلي (مثل الناتج المحلي الإجمالي أو إجمالي العمالة) بدلًا من متغيرات الاختيار الفردي، وفي حين تهدف المعادلات المتعلقة بهذه المتغيرات إلى وصف القرارات الاقتصادية، فهي لا تُشتق عادةً مباشرةً من خلال تجميع نماذج الاختيارات الفردية. إنها بسيطة بما يكفي لاستخدامها رسوماتٍ توضيحيةً للنقاط النظرية في التفسيرات التمهيدية لأفكار الاقتصاد الكلي؛ ولكن التطبيق الكمي للتنبؤ، أو الاختبار، أو تقييم السياسات يكون مستحيلًا عادةً دون تضخيم هيكل النموذج بشكل فعلي.

### نماذج التنبؤ التجريبي
في أربعينيات القرن الماضي وخمسينياته، ومع بدء الحكومات بتجميع بيانات الدخل القومي وحسابات المنتجات، شرع الاقتصاديون ببناء نماذج كمية لوصف الديناميكيات التي لوحظت في البيانات. قدرت هذه النماذج العلاقات بين متغيرات الاقتصاد الكلي المختلفة باستخدام تحليل السلاسل الزمنية (الخطية في الغالب). مثل النماذج النظرية الأبسط، وصفت هذه النماذج التجريبية العلاقات بين المقادير الإجمالية، لكن العديد منها تناول مستوى أدق بكثير من التفاصيل (على سبيل المثال، دراسة العلاقات بين الإنتاج، والعمالة، والاستثمار، والمتغيرات الأخرى في العديد من الصناعات المختلفة). وهكذا، نمت هذه النماذج لتشمل مئات أو آلاف المعادلات التي تصف تطور مئات أو آلاف الأسعار والكميات بمرور الوقت، ما يجعل أجهزة الكمبيوتر ضرورية لحلها. في حين أن اختيار المتغيرات التي يجب تضمينها في كل معادلة كان موجهًا جزئيًا بالنظرية الاقتصادية (على سبيل المثال، بما في ذلك الدخل السابق كعامل محدد للاستهلاك، على النحو الذي اقترحته نظرية التوقعات التكيفية)، تُحدَّد المتغيرات المضمنة في الغالب على أسس تجريبية بحتة.
طور الاقتصادي الهولندي يان تينبرغن أول نموذج وطني شامل، وضعه من أجل هولندا في عام 1936. ثم طبق لاحقًا نفس هيكل النمذجة على اقتصادات الولايات المتحدة والمملكة المتحدة. بدأ لورنس كلاين أول نموذج عالمي في مجال الاقتصاد الكلي، وهو مشروع لينك من شركة وارتون إيكونوميترك للتنبؤات. استُشهد بالنموذج في عام 1980 عندما فاز كلاين، مثل تينبرغن من قبله، بجائزة نوبل. لا تزال النماذج التجريبية واسعة النطاق من هذا النوع، بما في ذلك نموذج وارتون، تُستخدم اليوم، وخاصة لأغراض التنبؤ.

#### انتقاد لوكاس لنماذج التنبؤ التجريبي
أظهرت دراسات الاقتصاد القياسي في الجزء الأول من القرن العشرين وجود ارتباط سلبي بين التضخم والبطالة يُسمى منحنى فيليبس. إن نماذج التنبؤ التجريبي في الاقتصاد الكلي، التي تستند إلى نفس البيانات تقريبًا، لها آثار مماثلة: اقترحت إمكانية تخفيض البطالة بشكل دائم عن طريق زيادة التضخم بشكل دائم. ومع ذلك، في عام 1968، زعم كل من ميلتون فريدمان وإدموند فيلبس أن هذه المقايضة الظاهرية كانت وهمية. ادّعيا أن العلاقة التاريخية بين التضخم والبطالة ترجع إلى حقيقة أن حالات التضخم السابقة كانت غير متوقعة إلى حد كبير. وزعما أنه إذا رفعت السلطات النقدية معدل التضخم بشكل دائم، فإن العمال والشركات سوف يدركون ذلك في النهاية، وعند هذه النقطة، سيعود الاقتصاد إلى مستوى البطالة الأعلى السابق، ولكن الآن مع معدلات تضخم أعلى أيضًا. يبدو أن الركود التضخمي الذي حدث في سبعينيات القرن العشرين قد تحمّل توقعاتهم.
في عام 1976، نشر روبرت لوكاس جونيور ورقة بحثية مؤثرة تقول إن فشل منحنى فيليبس في سبعينيات القرن العشرين كان مجرد مثال واحد لمشكلة عامة في نماذج التنبؤ التجريبي. أشار إلى أن هذه النماذج مستمدة من علاقات ملحوظة بين مختلف مقادير الاقتصاد الكلي على مر الزمن، وأن هذه العلاقات تختلف اعتمادًا على نظام سياسة الاقتصاد الكلي القائم. في سياق منحنى فيليبس، هذا يعني أن العلاقة بين التضخم والبطالة التي لوحظت في اقتصاد ما حيث كان التضخم عادةً منخفضًا في الماضي ستختلف عن العلاقة التي لوحظت في اقتصاد آخر حيث كان التضخم مرتفعًا. علاوة على ذلك، هذا يعني أن المرء لا يمكنه أن يتنبأ بآثار نظام سياسي جديد باستخدام نموذج تنبؤي تجريبي يعتمد على بيانات من فترات سابقة لم يكن فيها هذا النظام السياسي قائمًا. زعم لوكاس أن الاقتصاديين سيظلون غير قادرين على التنبؤ بآثار السياسات الجديدة ما لم يبنوا نماذج تستند إلى الأساسيات الاقتصادية (مثل التفضيلات، والتكنولوجيا، وقيود الميزانية) التي يجب ألا تتأثر بتغييرات السياسة.